# Chick lit
Chick lit je pripovedni žanr, ki obravnava vprašanja sodobnih žensk. Pojavil se je v devetdesetih letih dvajsetega stoletja v Združenem kraljestvu in Ameriki. Spada na področje množične literature in uspešnic. "Babjo literaturo" zaznamuje pripoved o mladem, finančno neodvisnem urbanem dekletu. Njen največji cilj je ujeti  "sanjskega moškega". Začetnica takšnih pripovedi, ki se vedno končajo s srečnim koncem, je Helen Fielding z Dnevnikom Bridget Jones.

## Terminologija
Chick (ang. 'ptičji mladič') je ameriški slengizem za mlado žensko, lit pa je skrajšana oblika besede literatura. Izraz Chick lit je bil prvič zapisan leta 1995 v naslovu antologije Crisa Mazza in Jeffreya DeShella Chick Lit: Postefeminist Fiction. Danes pod tem izrazom poznamo dela, ki so jih napisale avtorice za žensko publiko.
V slovenščini bi žanr lahko poimenovali tudi kokošja literatura, babja književnost, ženski šund, ljubezenski romanček, roman za ženske, v nekaterih jezikih ga uvrstijo tudi pod žanr ljubezenski roman. Na Slovenskem se uveljavlja termin ljubič. Tako poimenovanje je novejše in povsem žargonsko. Pozna ga sicer že Pleteršnik kot moško osebo ob ljubici s pomenom 'ljubimec', 'ljubček'. Ljubič se uporablja v govoru, v publicistiki, med založniki in knjigotržci.
Ljubič je eden od predstavnikov pogrošnega ljubezenskega romana, ki se je razvil iz tradicionalnega ljubezenskega v drugi polovici devetnajstega stoletja. Namenjen je bil predvsem ženskemu bralstvu, polnil je podlistke dnevnega časopisja ali izhajal v trafikarskih serijah. Nekateri ga imenujejo tudi roza roman. To poimenovanje je prišlo iz francoščine, prevzelo pa ga je več jezikov. Roza barva simbolizira zapeljivost, čistost in zvestobo, je tudi simbol ženstvenosti in ljubezni ter deklet nasploh. Danes simbolizira mesena poželenja ter erotične užitke.
Chick lit v angleščini, francoščini, italijanščini, nemščini in slovenščini:
| angleščina          | francoščina                 | italijanščina | nemščina                  | slovenščina          |
| ------------------- | --------------------------- | ------------- | ------------------------- | -------------------- |
| romance novel       | roman d'amour               | romanzo rosa  | Liebesroman               | ljubič               |
| romantic novel      | littérature rose            | rosa roman    | Frauenroman               | roza roman           |
| sentimental novel   | littérature érotique        |               | Liebes- und Familienroman | roman za ženske      |
| sentimental fiction | romans à l'eau de rose      |               |                           | ljubezenski romanček |
| woman's fiction     | littérature “rose shocking” |               |                           |                      |
| domestic fiction    |                             |               |                           |                      |
| chick literature    |                             |               |                           |                      |
| chick lit           |                             |               |                           |                      |

## Nastanek in razvoj
Od konca 18. stoletja narašča delež pišočih žensk. Dotikale so se vprašanj o ženski podrejenosti, zahtevi žensk po političnih pravicah, po pravici do dela, pravic do študija na univerzi itd. Roman Prevzetnost in pristranost pisateljice Jane Austen je predhodnik najbolj prodajanega chick lit romana z naslovom Dnevnik Bridget Jones. Leta 1996 je postal globalni kulturni fenomen. Knjigo so prodali v več kot štirih milijonih izvodov, Bridget pa je postala simbol želja in zmede žensk po vsem svetu. Kmalu zatem je nova svetovna uspešnica postal roman Seks v mestu, ki ga je napisala Candace Bushnell. Oba romana sta bila najprej objavljena v nadaljevanjih v ameriških in britanskih časopisih in potem natisnjena v knjigi. Med najbolj uspešne chick lit romane spadata tudi Strastna zapravljivka avtorice Sophie Kinsell in Hudičevka v Pradi avtorice Lauren Weisberger.

## Literarna kritika
Medtem, ko je žanr chick lit med bralci zelo priljubljen, ga kritiki zavračajo. Pisateljica Doris Lessing uvršča žanr med "takoj pozabljive", urednica Elizabeth Merrick, ki je leta 2008 izdala knjigo z naslovom This Is Not Chick Lit, pa trdi, da chick lit "hromi naše čute, možgane".  Vseeno pa je zaradi visokih naklad med založniki še vedno zelo priljubljena. Urednica ameriškega časopisa Publishers Weekly Sara Nelson je leta 2008 pohvalila, da žanr postaja vedno bolj dodelan, zrel in "odrasel".

## Chick lit na Slovenskem
- Aksinja Kermauner. Dnevnik Hiacinte Novak, Dnevnik Hiacinte Novak 2, Dnevnik Hiacinte Novak 3. Dob pri Domžalah: Miš, 2003, 2003, 2004. (COBISS) (COBISS)(COBISS).
- Desa Muck. Panika. Ljubljana: Mladinska knjiga, 2013. (COBISS).
- Jela Krečič. Ni druge. Ljubljana: Beletrina, 2015. (COBISS).
- Tina Pustovrh Puc. 22 Dvaindvajset. Ljubljana: Immensa, 2015. (COBISS).